# O Primeiro Dia
O Primeiro Dia (estrenada en anglès com Midnight) és una pel·lícula dramàtica franco-brasilera del 1998 dirigida per Walter Salles i Daniela Thomas per la sèrie 2000 vu par....

## Sinopsi
Joao és un pres tancat a la presó de Rio de Janeiro que s'escapa el 31 de desembre de 1999 i es troba amb Maria, aïllada al seu apartament, mentre arriba el primer dia de l'any.

## Repartiment
- Fernanda Torres - Maria
- Luiz Carlos Vasconcelos - João
- Matheus Nachtergaele - Francisco
- Nelson Sargento -s Vovô
- Tonico Pereira - Carcereiro
- Áulio Ribeiro
- Luciana Bezerra
- Antônio Gomes
- Nelson Dantas
- Carlos Vereza
- José Dumont

## Producció
La seva producció va ser ordenada per la cadena de televisió franco-alemanya Arte que va preguntar a deu cineastes de diferents països sobre el canvi de segle pel projecte 2000, Seen By .... Feta en coproducció amb França, fou produïda en tres setmanes amb baix pressupost.

## Recepció
En la XLI edició dels Premis Ariel de 2000 va guanyar el Premi Ariel a millor pel·lícula iberoamericana, i el 1r Grande Prêmio Cinema Brasil al millor actor (Nachtergaele), director i guionista.